# Heleomyza aldrichi
Heleomyza aldrichi är en tvåvingeart som först beskrevs av Garrett 1921.  Heleomyza aldrichi ingår i släktet Heleomyza och familjen myllflugor.
Artens utbredningsområde är British Columbia. Inga underarter finns listade i Catalogue of Life.